# Андреев, Александр Георгиевич (партизан)
Алекса́ндр Гео́ргиевич Андре́ев (5 ноября 1919 — 2 февраля 1998) — партизан Великой Отечественной войны, командир 2-го батальона Партизанского полка имени Сергея Лазо (1941—1942), начальник штаба Десантно-партизанского отряда им. 25 лет Октября (1942—1943), затем до конца войны — подполковник, помощник начальника разведотдела по войсковой разведке штаба 36-го гвардейского стрелкового корпуса.

## Биография
Родился 5 ноября 1919 года в городе Ливны Орловской области.
Окончив школу работал на машиностроительном заводе.
В РККА с 1939 года, окончил военное училище, участник Войны с Финляндией — командовал взводом разведчиков.

### Великая Отечественная война
С июля 1941 года на фронтах Великой Отечественной войны — участвовал в Смоленском сражении в составе 24-й армии, во время боёв под Ельней вместе со своей частью попал в окружение, и осенью с группой бойцов примкнул к Партизанскому полку имени Сергея Лазо, которым командовал В. В. Казубский, где стал командиром 2-го батальона численностью до 1000 бойцов.
В числе десяти бойцов партизанского отряда в июле 1942 года Фронтовым приказом по войскам Западного фронта за подписью командующего фронтом генерала армии Г. К. Жукова награждён орденом Ленина, приказ издавался по списку, представленному командиром отряда В. В. Казубским, без представления наградных листов, содержание подвига не указано.
Летом 1942 года проходил обучение в партизанской спецшколе в Барвихе.
В сентябре 1942 года с отрядом десантников был заброшен в тыл немецких войск в Смоленской области, где у деревни Пасино отряд уничтожил диверсионную школу немцев.
В конце октября 1942 года отряд Андреева соединился с основными силами десантников, образовав Десантно-партизанский отряд им. 25 лет Октября, в котором Андреев стал начальником штаба. Отряд действовал на территории Андреевского, Сычевского районов с октября 1942 года по март 1943 года, затем соединился с частями Красной Армии.

#### Действующая армия
С лета 1943 года — гвардии капитан, старший помощник начальника разведывательного отдела по войсковой разведке штаба 36-го гвардейского стрелкового корпуса 11-й гвардейской армии.
До конца войны, несмотря на то, что при ранении под Оршей потерял один глаз и был контужен под Кенигсбергом, организовывал разведку, обеспечивая командование корпуса данными о войсках противника, участвуя в боевых действиях на Брянском, Прибалтийском и 3-м Белорусском фронтах. Так, в июле 1943 года во время Курской битвы вскрыл группировку 9-й танковой дивизии противника:

20 июля 1943 года Андреев, находясь в 84-й гвардейской стрелковой дивизии, организовал 2 поисковые группы, захватил контрольного пленного и документы, чем вскрыл группировку сил 9-й танковой дивизии противника. В ночь с 28 на 29 июля 1943 года он с разведывательной группой 217-й стрелковой дивизии ворвался в населённый пункт Булгаково и освободил его.— из наградного листа на Орден Отечественной войны от 27 августа 1943 за подписью начальника разведотдела корпуса
Демобилизован в мае 1945 года в звании подполковника.

### После войны
Жил в посёлке Ершичи Смоленской области, работал в Ершичском райкоме ВКП(б).
Позднее переехал в посёлок Стодолище Починковского района Смоленской области, руководил поселковым коммунальным хозяйством.
Умер 2 февраля 1998 года, похоронен на поселковом кладбище посёлка Стодолище.

## Семья
После войны женился на Марии Суденковой (1921—2008) — бывшей агентурной сотруднице и медсестре Партизанского отряда им. Лазо, в сентябре 1942 года схваченной немцами и прошедшей концлагеря, после войны ставшей главврачом и хирургом Стодолищенской районной больницы, Заслуженным врачом РСФСР (1967). 
Сын - Андреев Николай Александрович, родился: 08.03.1946 года в городе Гусев, Калининградская область. Окончил высшее военно-морское инженерное училище им. В.И.Ленина в 1969 году. Капитан 2 ранга запаса.

## Награды
Награждён орденами Ленина (09.07.1942),  Красного Знамени № 182020, Отечественной войны 1-й (06.04.1985) и 2-й (27.08.1943) степеней,  Красной Звезды № 443569, медалями, в том числе «Партизану Отечественной войны» 1-й степени.